# Gołąbek białozielonawy

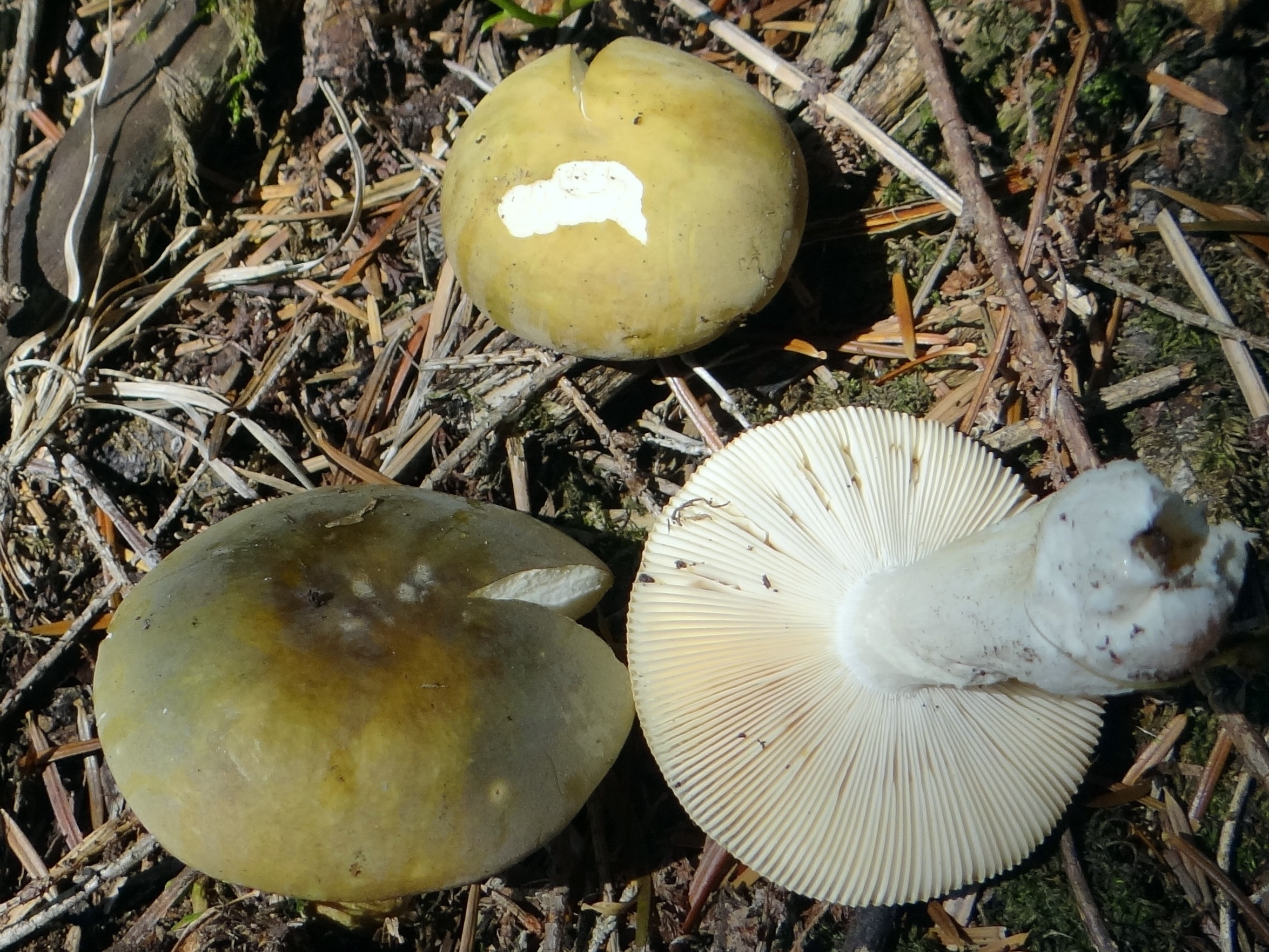

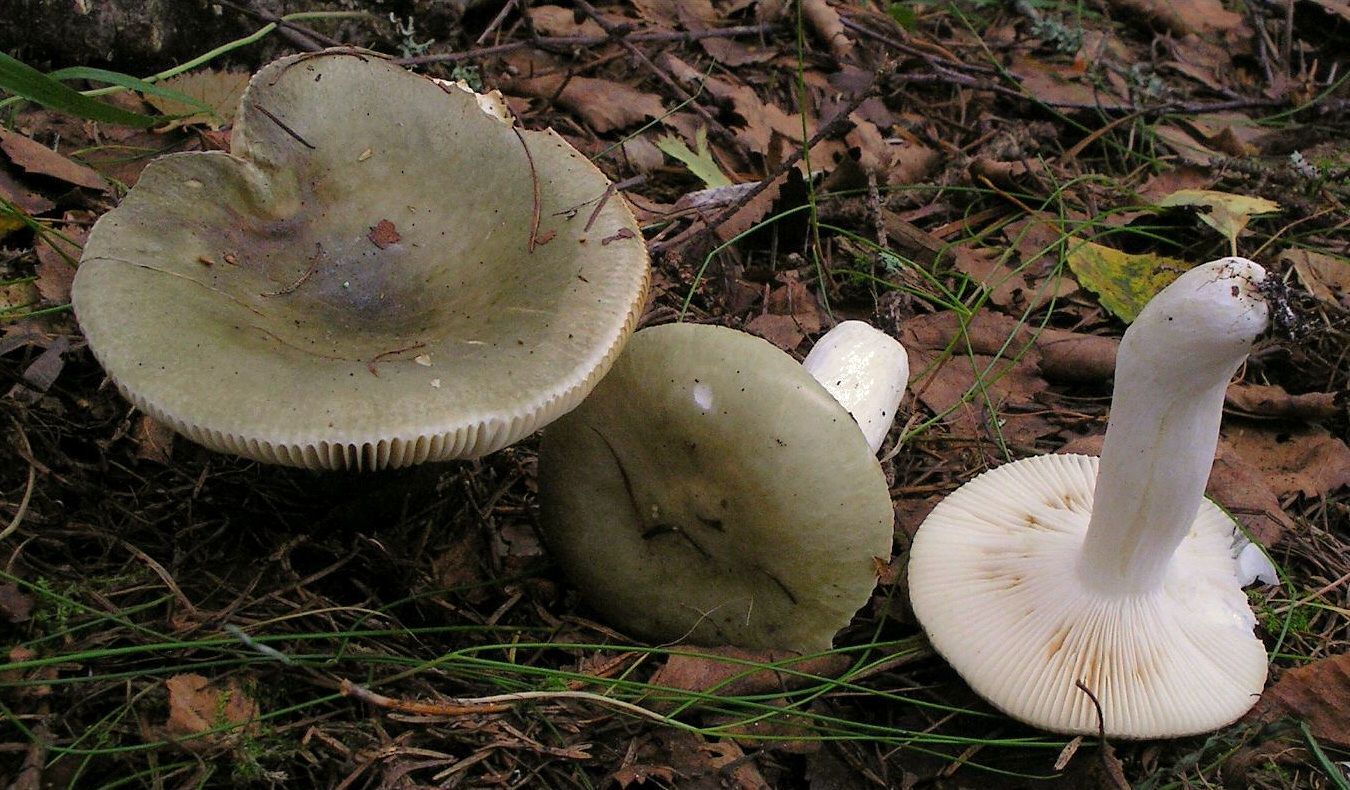

Gołąbek białozielonawy, gołąbek grynszpanowy (Russula aeruginea Lindblad ex Fr.) – gatunek grzybów należący do rodziny gołąbkowatych (Russulaceae).

## Systematyka i nazewnictwo
Pozycja w klasyfikacji według Index Fungorum: Russula, Russulaceae, Russulales, Incertae sedis, Agaricomycetes, Agaricomycotina, Basidiomycota, Fungi.
Po raz pierwszy opisali go w 1863 r. Matts Adolf Lindblad i Elias Fries. Niektóre synonimy nazwy naukowej:
- Russula aeruginea Lindblad ex Fr. 1863 var. aeruginea
- Russula aeruginea var. rufa P. Karst. 1889

Polską nazwę zaproponował Władysław Wojewoda w 2003 r., dawniej grzyb ten znany był pod nazwą gołąbek grynszpanowy podaną przez Alinę Skirgiełło w 1991 r.

## Morfologia
Kapelusz
Średnica 3–10 cm. Młode owocniki mają kapelusz kulisty, u starszych staje się szeroko rozpostarty i wklęsły na środku. Powierzchnia gładka, sucha i matowa, przy brzegu karbowana. W czasie deszczu staje się śliska. Kolor od zielonego przez oliwkowozielony do żółtozielonego. Na środku przeważnie ciemniejszy. Skórkę można ściągnąć niemal z całego kapelusza.
Blaszki
Szerokie, gęsto ustawione i o różnej długości. przy trzonie nieprzyrośnięte, lub tylko nieznacznie. U młodych osobników białe, u starszych kremowe.
Trzon
Gładki i walcowaty, biały u podstawy rdzawoplamisty, zaostrzony bez pierścienia. Wysokość 4–8 cm, grubość 1–2 cm. U młodych okazów pełny, u starszych gąbczasty w środku.
Miąższ
U młodych okazów twardy, biały i kruchy. Ma lekko piekący smak, szczególnie blaszki. Pod działaniem FeSO4 staje się szaroróżowawy.
Wysyp zarodników
Jasnokremowy. Zarodniki elipsoidalne, lub odwrotnie jajowate, pokryte drobnymi brodawkami. Brodawki mają wysokość do 0,6 μm, tępe wierzchołki, niektóre z nich połączone są pojedynczymi, delikatnymi łącznikami. Rozmiary: 7–10 × 6 –7 μm. Cystydy tępe lub posiadające na szczycie szeroki kończyk, dermatocystydy cylindryczne, tępe.
Gatunki podobne
Bywa mylony ze śmiertelnie trującym muchomorem zielonawym (Amanita phalloides). Podobny jest też gołąbek oliwkowozielony (Russula heterophylla), ale nie ma on szczypiącego smaku i jego skórkę można ściągnąć tylko do jednej trzeciej promienia kapelusza.

## Występowanie i siedlisko
Występuje w Ameryce Północnej i Europie. W Polsce jest jednym z najczęściej występujących gołąbków.
Grzyb naziemny. Rośnie w lasach liściastych, iglastych i mieszanych, także w parkach, na ściółce, głównie pod brzozą brodawkowatą i brzozą omszoną, rzadziej pod klonem jaworem, bukiem, świerkiem, sosną i robinią. Owocniki wyrastają od czerwca do listopada.

## Znaczenie
Grzyb mykoryzowy. Jest grzybem jadalnym gorszej jakości. Bywa jednak zbierany przez grzybiarzy, po ugotowaniu traci bowiem gorzki smak. Jednak spożyty w większych ilościach może wywołać u wrażliwych osób lekką niedyspozycję żołądkowo-jelitową. Ponadto przez niedoświadczonych grzybiarzy może być pomylony ze śmiertelnie trującym muchomorem zielonawym (Amanita phalloides) lub muchomorem cytrynowym (Amanita citrina).